# Laguna Lachuá
 (mars 2015).
Si vous disposez d'ouvrages ou d'articles de référence ou si vous connaissez des sites web de qualité traitant du thème abordé ici, merci de compléter l'article en donnant les références utiles à sa vérifiabilité et en les liant à la section « Notes et références ».
Laguna Lachuá est un lac qui occupe une dépression karstique au Guatemala. 
Il se situe au milieu d'un parc national du même nom  (parc national Laguna Lachuá) créé en 1976 couvert par la forêt tropicale, au nord-ouest de Cobán, près de la frontière entre les départements de Alta Verapaz et Quiché. 
Le lac est de forme circulaire son eau a une odeur légèrement sulfureuse, ce qui peut expliquer l'origine de son nom : « Lachuá » est dérivé des mots de langues Q'eqchi « la chu ha » qui signifie « l'eau fétide ». 
L'eau contient un degré relativement élevé de calcaire, les branches d'arbres tombés dans le lac sont rapidement recouvertes d'une couche de calcaire blanche. 
La rivière Peyan constitue l'arrivée d'eau principale du lac et la rivière Lachua son émissaire. 
Selon les responsables chargés de la protection de la frontière du parc, il y a eu des incidents d'intrusion par des individus et des familles ainsi que des cas graves de coupe bois illégal depuis 2005. Toutes les zones autour du parc ont fait l'objet d'une déforestation intense au cours des dernières décennies.

## Menaces environnementales
L'aire protégée de la Laguna Lachua se situe dans une région fortement marquée par la guerre civile (1960-1996), 55 villages au total se situent dans le voisinage du parc dont 19 à proximité directe, la majorité d'entre eux sont composés d'indiens maya Q'eqchi'. Bien qu'il n'y est plus de combat depuis plusieurs années des tensions restent présentes, une partie de la population est encore tributaire de l'approvisionnement alimentaire du Haut Commissariat des Nations unies pour les réfugiés. Par manque d'un accès suffisant à la terre pour une population essentiellement agricole le défrichage représente un risque majeur pour le parc. La zone tampon a été fortement exploitée et les abords de la zone du cœur de la réserve sont actuellement marqués par une transition abrupte entre terres agricoles et forêts.
L'UICN, consciente des dangers pesant sur la Laguna Lachua, tente à travers son programme d'y mêler la population. Le programme de l'UICN vise essentiellement à augmenter le bien-être des populations locales à travers un renforcement des infrastructures éducatives, le développement de moyens de subsistance durables via l'expérimentation de nouvelles variétés de riz et de piment, l'introduction de cultures de rente comme le cacao ainsi que des conseils visant à promouvoir des cultures adaptées au climat local comme le maïs, les haricots et la cardamome. L'IUCN aide aussi les communautés locales à établir un cadre juridique du droit foncier, augmentant ainsi la sécurité d'utilisation des terres. Ce programme lancé en 1997 avait eu un impact très positif pour les populations locales et avait jusqu'à récemment réussi à protéger avec efficacité le cœur du parc.
Le lac est protégé en tant que site Ramsar depuis le 24 mai 2006.